# Ian Ray
Ian Ray (* 28. August 1957) ist ein ehemaliger britischer Marathonläufer.
1979 wurde er Marathonmeister für die Southern Counties. Seine Siegerzeit von 2:16:04 h ist noch heute die zweitbeste eines britischen U23-Athleten.
1981 siegte er beim erstmals als Stadtlauf ausgetragenen Berlin-Marathon in 2:15:42. 1982 wurde er mit seiner persönlichen Bestzeit von 2:14:08 Dritter bei der Englischen Marathonmeisterschaft und für England startend Achter beim Marathon der Commonwealth Games in Brisbane.